# Psellis
Psellis is een geslacht van kevers uit de familie  
kniptorren (Elateridae).
Het geslacht is voor het eerst wetenschappelijk beschreven in 1868 door Candèze.

## Soorten
Het geslacht omvat de volgende soorten:
- Psellis promiscua Erichson, 1841
- Psellis promiscuus (Erichson, 1860)